# Ramona (Oklahoma)
Ramona város az Amerikai Egyesült Államok Oklahoma államában, Washington megyében. Lakosainak száma 524 fő (2020. április 1.).

## Népesség
A település népességének változása:
| Lakosok száma | 564  | 535  | 524  |
|               | 2000 | 2010 | 2020 |